# Doliola

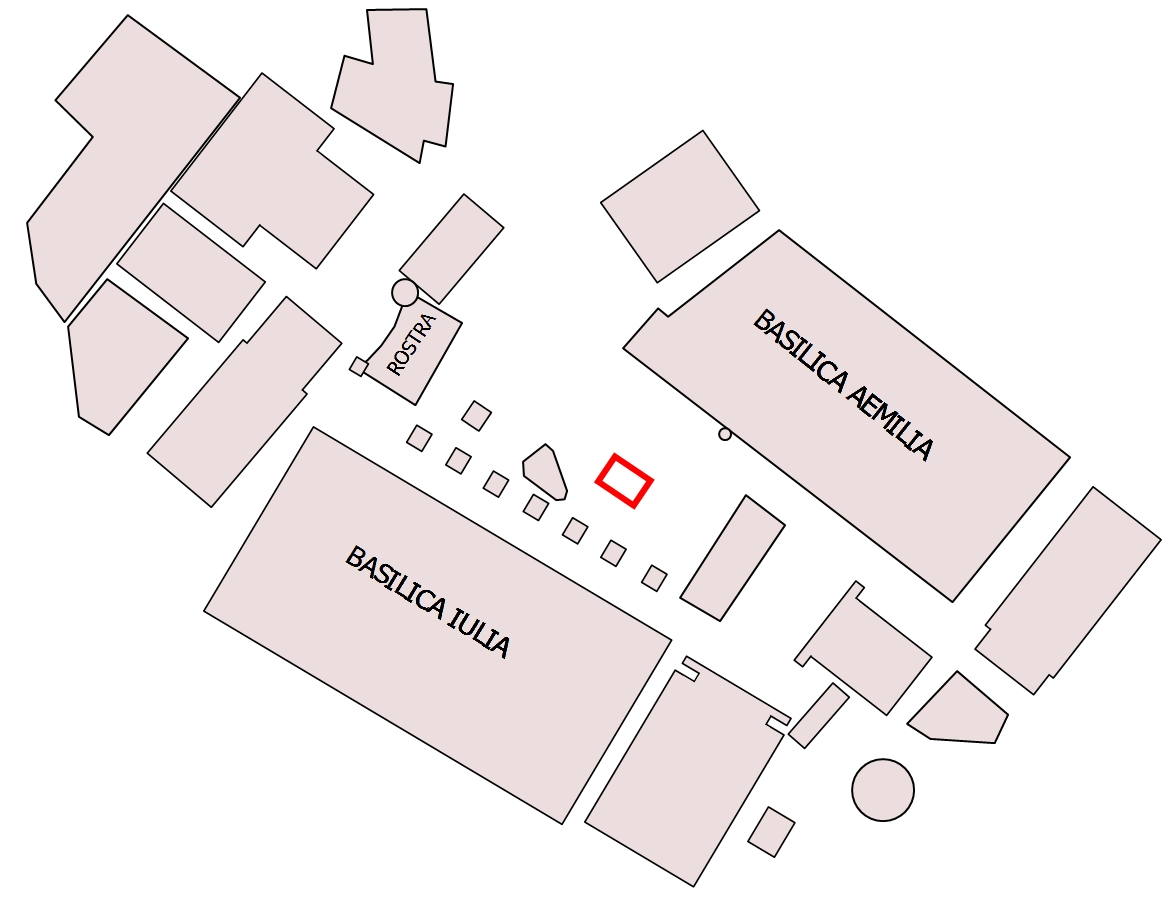
Doliolas läge på Forum Romanum angivet med röd rektangel.

Doliola, plural av latinets doliolum ”litet fat”, av dolium ”fat”, ”vinfat”, är en plats på Forum Romanum i Rom där lerurnor, doliola, begravdes. Platsen är belägen mellan Lacus Curtius och Cloaca Maximas lopp. Det har inte slutgiltigt klarlagts vad dessa urnor innehöll, men enligt en teori hyste de de dödas ben. Enligt en annan teori förvarades i urnorna sakrala föremål, vilka hade tillhört Numa Pompilius, Kungariket Roms andre kung. En tredje teori gör gällande, att urnorna innehöll de vestaliska jungfrurnas rituella föremål, vilka de inte kunde bära med sig när de flydde från senonerna år 390 f.Kr. Det var förbjudet att spotta på eller på annat sätt förorena platsen för doliola.